# Calcara (fornace)

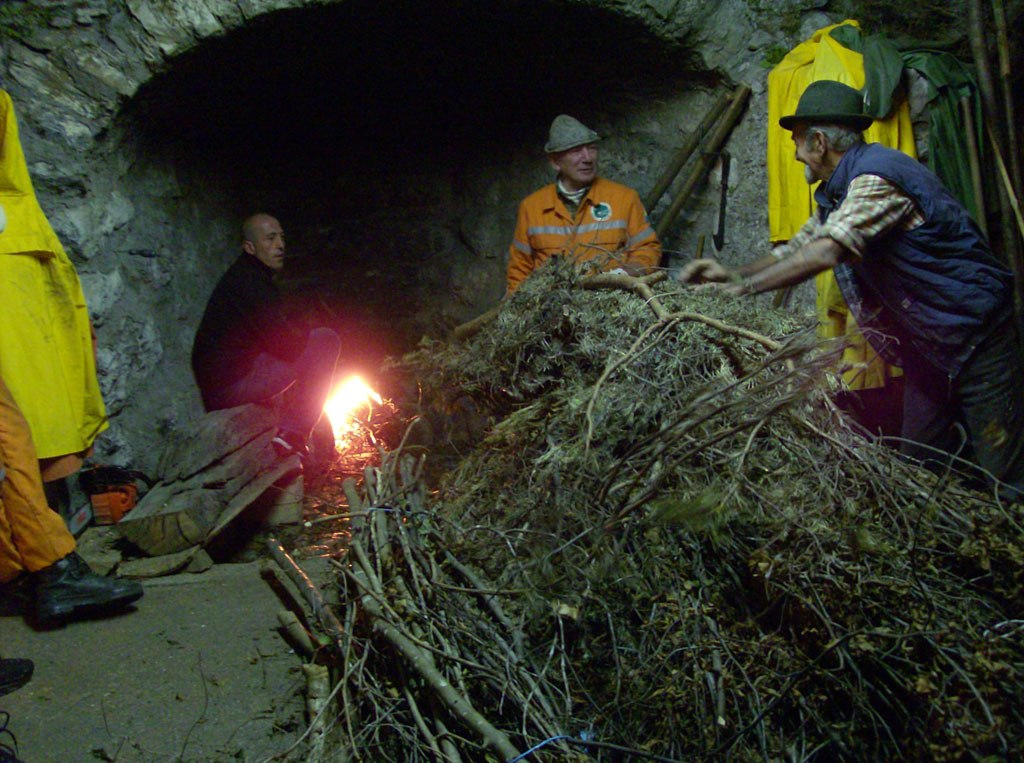
Alimentazione della calchera

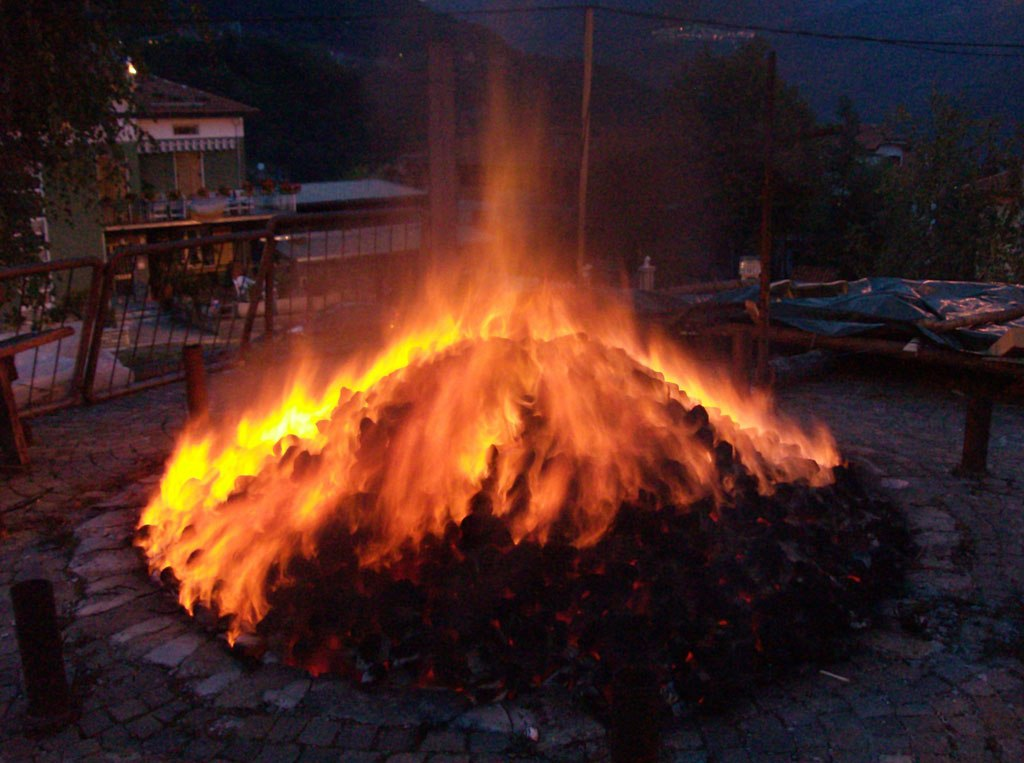
Calchera attiva

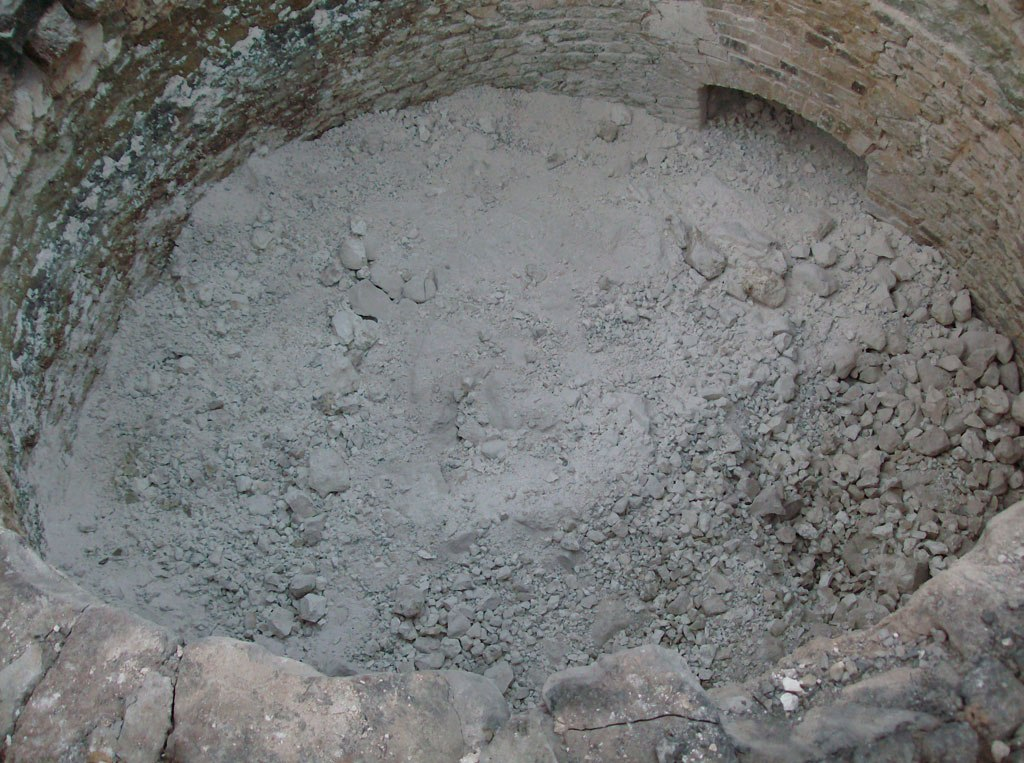
Calchera spenta

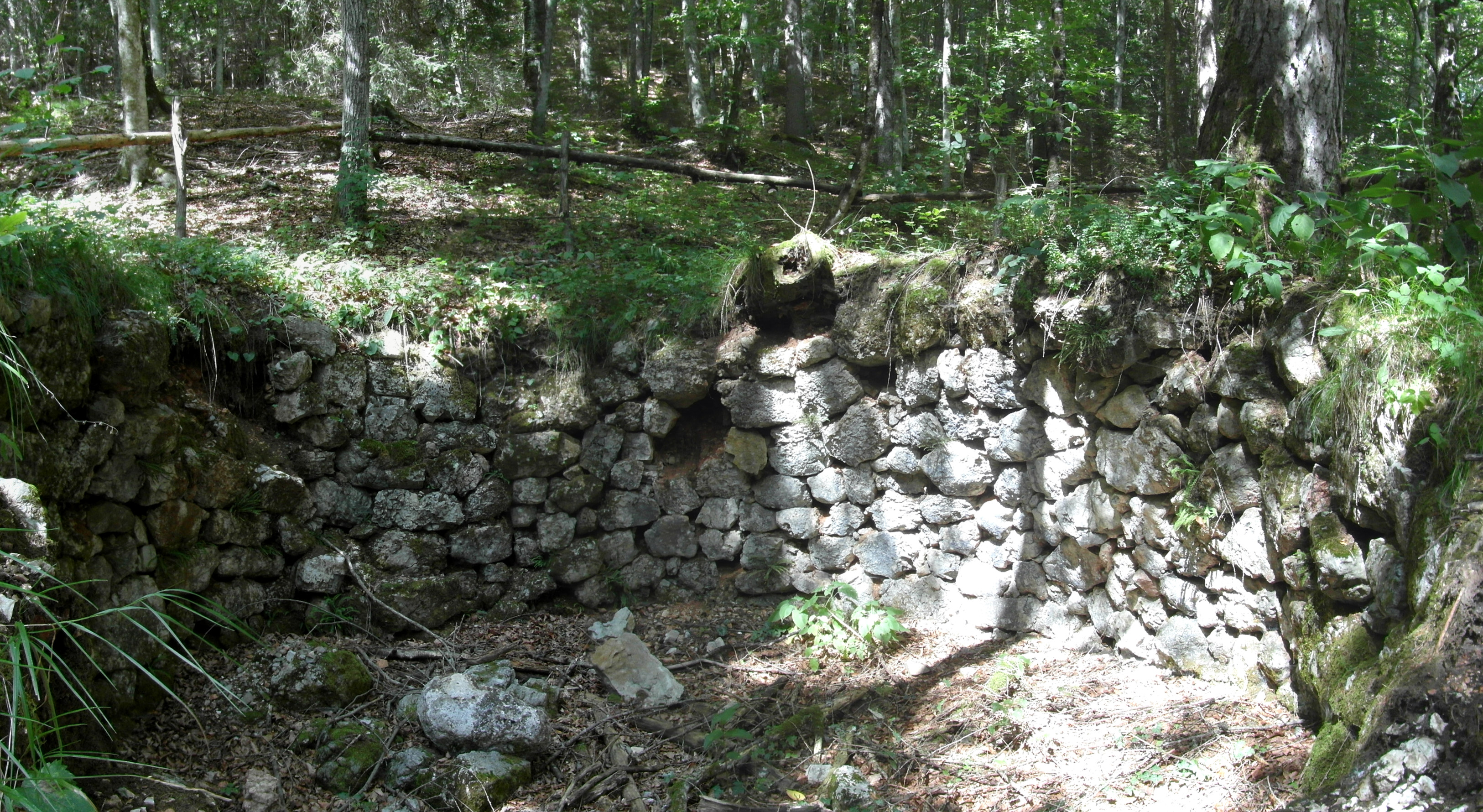
Antica calchera presso Pergine Valsugana (TN)

La calcara, o calchèra, o forno da calce, è un forno di origine antica che aveva lo scopo di creare la calce.

## Descrizione
È formato da una struttura di sassi squadrati resistenti al calore, e costruito nei pressi di una strada allo scopo di facilitare il trasporto di rocce calcaree e legname.
Dopo aver acceso il forno lo si lasciava scaldare, continuando ad alimentarlo con legna, per circa 6-8 giorni, al ritmo di 10 kg ogni 3 minuti, col fine di ottenere circa 250 kg di calcare cotto.
Raggiunta la temperatura di 800 °C - 1000 °C, la roccia calcarea (carbonato di calcio) perde anidride carbonica trasformandosi in "calce viva" (ossido di calcio) secondo la reazione: {\displaystyle {\ce {CaCO3\,(800^{\circ }C<T<1100^{\circ }C)->CaO\ +\ CO2}}}.
La calce viva verrà poi trattata con acqua, che la rende "calce spenta" (idrossido di calcio), ed idratata fino al raggiungimento di una massa pastosa chiamata "grassello". Il "grassello", mescolato con sabbia fine, forma la malta.